# Municipio de Franklin (condado de Luzerne)
El municipio de Franklin  (en inglés: Franklin Township) es un municipio ubicado en el condado de Luzerne en el estado estadounidense de Pensilvania. En el año 2000 tenía una población de 1.601 habitantes y una densidad poblacional de 48.6 personas por km².

## Geografía
El municipio de Franklin se encuentra ubicado en las coordenadas 41°23′00″N 75°52′59″O / 41.38333, -75.88306.

## Demografía
Según la Oficina del Censo en 2000 los ingresos medios por hogar en la localidad eran de $45,150 y los ingresos medios por familia eran $51,310. Los hombres tenían unos ingresos medios de $36,563 frente a los $25,045 para las mujeres. La renta per cápita para la localidad era de $21,014. Alrededor del 7,1% de la población estaban por debajo del umbral de pobreza.